# Свободный (Тацинский район)
Свободный — хутор в Тацинском районе Ростовской области.
Входит в состав Ермаковского сельского поселения.
Население 33 человека.

## География
На хуторе имеются две улицы — Восточная и Маслова.

## Население
| 2010 |
| ---- |
| 74   |